# 中国人民解放军文化艺术中心
中国人民解放军文化艺术中心，位于北京市，是中央军事委员会政治工作部直属单位。

## 沿革
2018年，在深化国防和军队改革中，原八一电影制片厂、原总政歌舞团、原总政歌剧团、原总政话剧团、原总政军乐团合并成立中国人民解放军文化艺术中心。其中，原八一电影制片厂调整后改为中国人民解放军文化艺术中心电影电视制作部。

## 机构设置
- 文艺部
- 电影电视制作部

……

## 历任领导
| 主任 1. 少将（2018年—） 副主任 - （2018年—） | 政治委员 1. 张方军 少将（2018年—） |